# 阿摩司書
《阿摩司书》或譯《亞毛斯》（希伯來語：ספר עָמ֔וֹס），是十二小先知书之一，在基督教《圣经》全书中是第30本。其作者阿摩司（עָמ֔וֹס）自称是一位牧人（1:1），他的名字的意思是“負擔”或“支持”，特指對耶和華神的負擔、支持。此“牧人”原文在聖經中一共出現兩次，另一處是在列王紀下3:4 ，用以形容摩押王米沙 ，當時中東遊牧民族牲口是重要資產，所以阿摩司極可能是有一定社會地位、且經濟富裕的商人。这本书先知預期耶和華將對以色列四周列國展開審判，裡面有很多针对不同国家的预言，但其主要對象是當時的以色列國以及所產生的復興。

## 关于作者
「我原不是先知，也不是先知的兒子。我是牧人，又是修理桑樹的。耶和華選召我，使我不跟從羊群，對我說：你去向我民以色列說預言。」（7:14-15）。阿摩司蒙耶和華神的選召，不僅僅在本國猶大説預言，更要前往北部的以色列國作先知。阿摩司就是列王紀下17:13、22、23 所提及的眾先知之一。他來自猶大的提哥亞，該地位於耶路撒冷以南十六公里，從那處前往十支派以色列國南部邊境約需一天的行程。

## 背景
阿摩司的預言的頭一節説明那時正是猶大王烏西雅和以色列王約阿施的兒子耶羅波安二世在位的時候；他在一場異乎尋常的大地震前兩年開始擔任預言者的工作。這些資料顯示預言是在公元前829年至大約公元前804年的26年間寫成的，當時上述兩個王正在同一段時期分别施行統治。先知撒迦利亞提及在猶大王烏西雅年間發生了一場災難性的地震，居民都驚惶逃避。（撒迦利亚书14:5）猶太歷史家約瑟夫斯聲稱曾有一場地震發生於烏西雅王妄自在聖殿裏燒香之際。可是，阿摩司所提及的地震看來發生於烏西雅在位的早期。
阿摩司這個名字的意思是“成為重擔”或“負重”。他雖然要向以色列和猶大（以及許多異教國家）宣布災禍將臨的沉重信息，但也同時發出一個關於耶和華的百姓必得復興的安慰信息。他有充分理由要在以色列中宣布災禍將臨的沉重信息。當時人民過慣了富裕、奢侈、淫逸的生活。百姓已經把耶和華的律法完全忘記。表面的繁榮弄瞎了他們的心眼，使他們看不見事實的真相；他們好像熟透了的果子一般，其實已接近腐爛敗壞的邊緣。阿摩司預言在數年之內，十支派王國便會被擄到大馬士革以外的地方去。

## 真确性和地位
阿摩司书的預言均获得應驗，從而證明阿摩司書的記載真實可靠。先知也預言以色列四周的敵國──亞蘭人、非利士人、泰爾人、以東人、亞捫人和摩押人──均必遭烈火吞滅。歷史证明，這些国家的確先後逐一敗亡。猶大和以色列，離棄耶和華，轉而參與謬誤崇拜。以色列的最後一個據點，鞏固的撒馬利亞城，在撒縵以色五世率領的亞述大軍圍攻下，在公元前740年失守。猶大並沒有從她的姐妹國家的經驗學得教訓，結果在公元前586年遭受毁滅。
阿摩司嚴詞譴責以色列人所過的奢華生活，因為富人欺詐窮人，為自己建造“象牙的房屋”，在其中吃喝宴樂，窮奢極侈。考古學家發掘出以色列人這種奢華生活的證據。有大量象牙物品在撒馬利亞出土。《聖地考古發掘百科全書》説：“這些出土物可分為兩大類：1. 以高浮雕刻製的飾板 2. 以低浮雕刻製的飾板，並以寶石、彩色玻璃、金箔等鑲邊為裝飾。人們將象牙視為腓尼基人的工藝產品，這些象牙很可能被用作以色列王宮中家具的鑲嵌材料。聖經亦提及亞哈建造「象牙宮」（列王紀上22:39）以及阿摩司譴責百姓躺臥在「象牙床」上，象徵他們在撒馬利亞過着奢華無道的生活（阿摩司书6:4）。”
阿摩司書自始至终拥有的正典地位。司提反在使徒行傳7:42-43曾對阿摩司書 5:25-27三節經文加以闡釋，使徒雅各也在使徒行傳15:15-18引用這本書的經文9:11-12。這一切證實阿摩司書的內容是真確可靠的。

## 本書大綱
論及耶和華神是公義審判的主，以色列全家，重點是北國及其鄰國，惡貫滿盈，不肯誠心悔改。在第一段（一到二章）中提出對他們最後的警告，並宣告嚴厲審判即將到來。接着第二段 （三到六章）宣告以民的罪行即神審判的原因。第三段（七到九章10節）先知將所見異象描述出来，藉此来宣告真神怎样進行審判与刑罚。最后（九章11-15）预言義人的结果並論及以色列的复興。其内容大網如下：
1. 八災禍 （一到二章）
  - 外邦國六災
  - 選民二災
2. 宣告罪行 （三到六章）
  - 責備現今的罪
  - 宣告過去的罪
  - 預言將來的行罰
3. 五異象 （七到九章10節）
  - 蝗災的異象
  - 火燒的異象
  - 準繩的異象
  - 夏果的異象
  - 祭壇的異象
4. 復興的應許 （九章11-15節）
  - 重建大衛的帳幕
  - 被擄歸回

## 主要內容

### 對列國的刑罰
（覆盖《阿摩司書》第1章第1节参至《阿摩司書》第2章第3节参）“耶和華必從錫安吼叫，從耶路撒冷發聲。”（1:2）阿摩司向列國發出警告，神的刑罰即將臨到。大馬士革（叙利亞）曾以打糧食的鐵器擊打基列。迦薩（非利士）和泰爾曾將擄得的以色列人交給以東。以東本身則毫無慈悲和弟兄之情。亞捫入侵基列。摩押將以東王的骸骨焚燒成灰。耶和華的手必攻擊這些國家，他説：“我必不收回成命。”

### 對南國猶大和北國以色列的刑罰
（覆盖《阿摩司書》第2章第4节至第16节参）耶和華指著猶大說，他們將受刑罰是因為“他們厭棄耶和華的訓誨，不遵守祂的律例，隨從虛假的偶像”。（2:4）以色列又如何？耶和華幫助他們除滅亞摩利人，把美地賜給他們，並在他們當中興起拿細耳人和先知。但百姓卻誘使拿細耳人違背所起的誓，並吩咐先知“不要説預言”（2:12），因此耶和華會使他們的根基動搖，如同裝滿禾捆的車左右搖晃一樣。他們的勇士必赤身逃跑（2:13-16）。

### 與以色列算帳
（覆蓋阿《阿摩司書》第3章第1节参至《阿摩司書》第6章第14节参）阿摩司首先强調主耶和華有話指示他，以及他作為先知心中的那一份重擔和催促，“主耶和華若不將奧秘指示祂的僕人──衆先知，就一無所行。⋯⋯主耶和華發命，誰能不説預言呢？”（3:7-8）阿摩司特别説預言攻擊撒馬利亞那些掠奪財物，喜好奢華的人。耶和華必把他們從華貴的床榻上拉下來（3:12），他們的象牙房屋也必拆毁（3:15）。
耶和華藉先知的口憶述祂如何管教，想要糾正以色列。先後五次提醒他們：“你們仍不歸向我。”之後神警告說“以色列啊，我必向你如此行；以色列啊，我既如此行，你當預備迎見你的神。”（4:12）為此，阿摩司作了一首預言性的輓歌：“以色列處女跌倒，不得再起；躺在地上，無人攙扶。”（5:2）即便如此，創造天地奇妙萬物的主宰耶和華不斷規勸以色列要尋求祂而存活。“你們要求善，不要求惡，就必存活。”（阿摩司书5:4，6，14）耶和華的日子會是個災禍的日子。它會像滔滔的江水一般把他們沖到大馬士革以外，遭人擄掠；他們在其中飲宴作樂，以象牙裝飾的房子必成為頹垣敗瓦。

### 阿摩司不顧反對繼續説預言
（覆盖《阿摩司書》第7章第1节至第17节参）耶和華向預言者指示祂在以色列中所立的準繩。祂不再寬恕他們。祂必使以色列的聖所淪為荒廢，必起來用刀攻擊耶羅波安二世的家。伯特利的祭司亞瑪謝打發人通知耶羅波安説：“阿摩司⋯⋯圖謀背叛你。”（阿摩司书7:10）亞瑪謝吩咐阿摩司去猶大地説預言好了。阿摩司清楚表明他是受誰委派的，説：“耶和華選召我，使我不跟從羊群，對我説：‘你去向我民以色列説預言。’”（阿摩司书7:15）阿摩司接着預告必有災禍臨到亞瑪謝和他的家人。

### 壓迫、懲罰和復興
（覆盖《阿摩司書》第8章第1节参至《阿摩司書》第9章第15节参）耶和華向阿摩司顯示一籃夏天的果子。祂譴責以色列壓迫窮人，並“指着雅各的榮耀”起誓説，以色列必因自己的惡行而哀哭。“至高統治主耶和華説：日子將到，我必命饑荒降在地上。人飢餓非因無餅，乾渴非因無水，乃因不聽耶和華的話。”（阿摩司书8:11）他們必仆倒，永不再起來。即使他們挖透陰間或爬到天上去，耶和華必親手把他們拿下來。他民中的一切罪人都必死在刀下。然後，上帝提出一個应许：“到那日，我必建立大衛倒塌的帳幕，堵住其中的破口，⋯⋯重新修造，像古時一樣。”（阿摩司书9:11）重新聚集起來的俘虜會成為如此興盛繁榮，以致耕種的必趕上收割的。

## 基督新教觀點

### 谨从上帝教诲
聖經讀者可以从阿摩司對以色列、猶大和鄰近列國發出警告的理由而得益。凡是不聽從耶和華的律法，欺壓窮人，貪婪，犯淫乱和拜偶像的人，都不能贏得耶和華的嘉許。但耶和華卻會對一切離棄這些惡行而衷心悔改的人表現憐憫，寬恕他們。若是明智，就應當避開世上的腐敗交往，同時聽從耶和華的勸戒：“你們要尋求我，就必存活。”
司提反殉道時曾引用阿摩司書。他提醒猶太人，由於以色列參與偶像崇拜，崇拜外邦的假神，例如摩洛和理番，以致淪為俘虜。當時的猶太人沒有因為聽到阿摩司的話被人複述而得益。反之他們極其惱怒，用石頭擲死司提反，結果為自己在公元70年耶路撒冷遭受毁滅時招致更大的災禍。

### 预言获得应验
阿摩司書的許多預言都獲得應驗──不僅是在以色列國、猶大國及其他國家遭受懲罰時獲得應驗的預言，同時也包括有關復興的預言。正如阿摩司所宣布一般，被擄的以色列人在公元前537年重返故土，重修荒廢的城邑，在其中居住，並且栽種葡萄園和果園。
在使徒的日子，阿摩司的預言也獲得應驗。當討論非猶太人歸入基督徒會衆一事時，雅各在感示下表明阿摩司書9:11-12所預言的便是這件事。他指出「重新修造大衛倒塌的帳幕」一事現已應驗在基督徒會衆之上，“叫餘剩的人，就是凡稱為我名下的外邦人，都尋求主，這話是⋯⋯主耶和華説的。”這確實表明當時的新發展是聖經所支持的。正如西門·彼得所述説，上帝正從外邦國家中選取百姓“歸於自己的名下”。
聖經在其他地方將基督徒會衆的元首耶穌基督稱為“大衛的兒子”，他會承受「他祖先大衛的寶座」，作王統治，直到永遠。這樣，阿摩司的預言指向上帝與大衛所立的王國之約的應驗。阿摩司的結語不僅透露在上帝興起「大衛的帳幕」時會有豐盛的繁榮，同時也强調上帝王國的永久性：“我要將他們栽於本地，他們不再從我所賜給他們的地上拔出來，這是耶和華──你的上帝説的。”當耶和華完全復興「大衛的帳幕」時，地上會充滿永遠的福樂。